# Чебаклей
Чебаклей — село в Викуловском районе Тюменской области России. Входит в состав Викуловского сельского поселения.

## История
В 1926 году в селе имелось 145 хозяйств и проживало 677 человек (324 мужчины и 353 женщины). В административном отношении являлось центром Чебаклейского сельсовета Викуловского района Ишимского округа Уральской области.

## География
Село находится в восточной части Тюменской области, в таёжной зоне, в пределах юго-западной части Западно-Сибирской низменности, на левом берегу реки Ишим, на расстоянии примерно 2 километров (по прямой) к юго-юго-западу (SSW) от села Викулова, административного центра района. Абсолютная высота — 64 метра над уровнем моря.
Климат
Климат континентальный с суровой холодной зимой. Годовое количество осадков — 417 мм. Средняя температура января составляет −18,9 °C, июля — +18 °C. Продолжительность периода с устойчивым снежным покровом — 161 день.
Часовой пояс
Село Чебаклей, как и вся Тюменская область, находится в часовой зоне МСК+2. Смещение применяемого времени относительно UTC составляет +5:00.

## Население
| 2010 |
| ---- |
| 247  |

Гендерный состав
По данным Всероссийской переписи населения 2010 года в гендерной структуре населения мужчины составляли 49,4 %, женщины — соответственно 50,6 %.
Национальный состав
Согласно результатам переписи 2002 года, в национальной структуре населения русские составляли 97 % из 254 чел.

## Улицы
Уличная сеть села состоит из семнадцати улиц.